# 2768 Gorky
A 2768 Gorky (ideiglenes jelöléssel 1972 RX3) a Naprendszer kisbolygóövében található aszteroida. Ljudmila Zsuravljova fedezte fel 1972. szeptember 6-án. Makszim Gorkij szovjet-orosz költőről nevezték el.